# Chanivaz – Delta de l’Aubonne

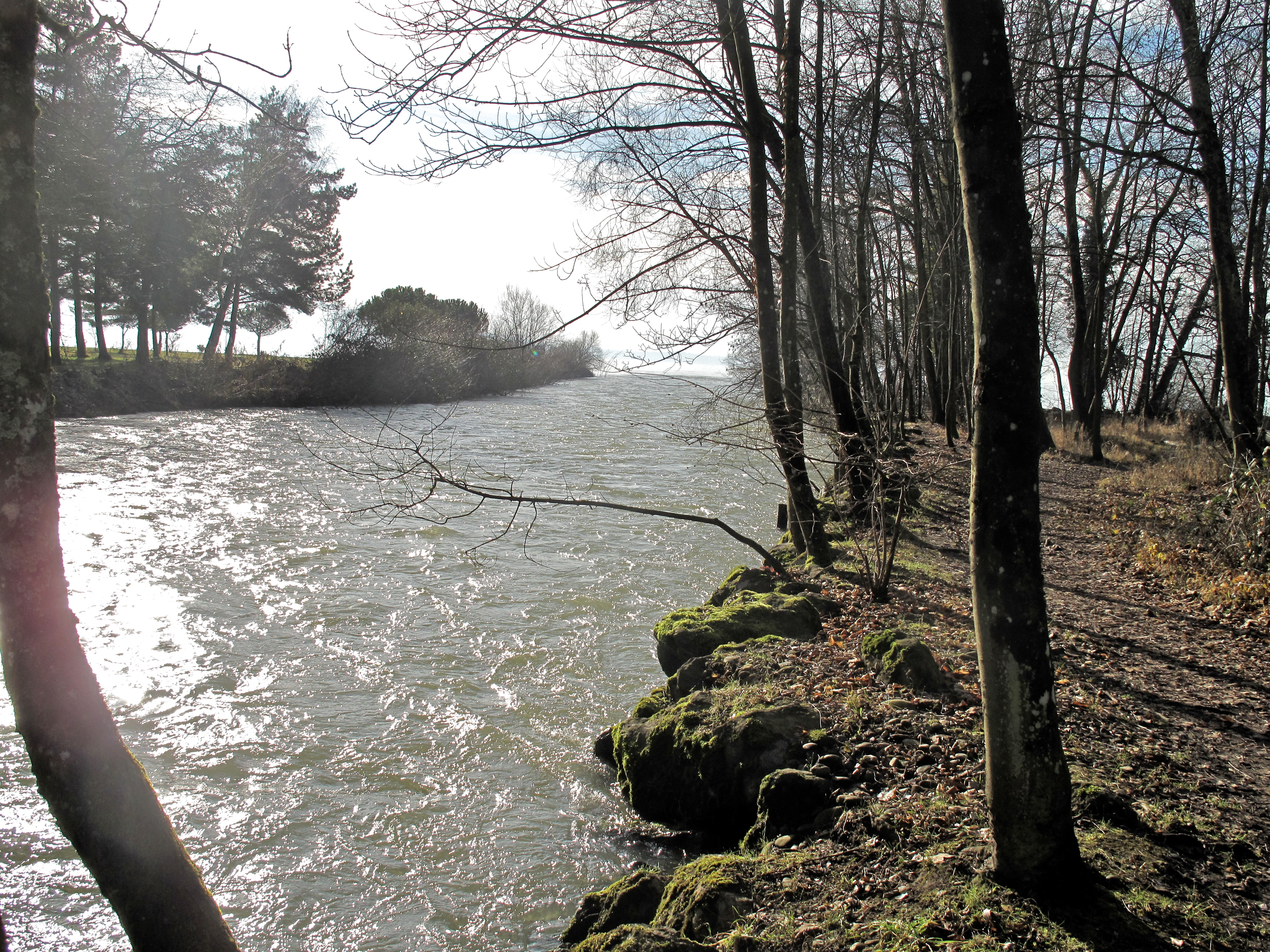
Mündung der Aubonne in den Genfersee

Chanivaz – Delta de l’Aubonne ist die Bezeichnung einer Zone am Nordufer des Genfersees im Schweizer Kanton Waadt, die ein seltenes glazialmorphologisches Geotop und eine wertvolle Auenlandschaft umfasst. Seit 1996 ist das Gebiet im schweizerischen Bundesinventar der Landschaften und Naturdenkmäler von nationaler Bedeutung (BLN; französisch IFP) verzeichnet; das Flussdelta ist zudem im Verzeichnis der Auengebiete von nationaler Bedeutung und der Uferstreifen am See in jenem der Amphibienlaichgebiete von nationaler Bedeutung aufgeführt.
Einen Teil der Landschaft am letzten Abschnitt des Flusses Aubonne vor der Mündung in den See hat der Kanton Waadt im Jahr 2003 seinerseits als kantonales Naturschutzgebiet Embouchure de l’Aubonne klassiert, und die Rebberge von Allaman und das Schilfgebiet Les Batiaux sind im kantonalen Inventaire cantonal des monuments naturels et des sites eingetragen.
Das direkt am See gelegene flache Land von Chanivaz weckte in den 1970er Jahren das Interesse der am Genfersee überall sehr aktiven Bauwirtschaft; ein vom Bundesrat verhängtes Bauverbot und das darauf folgende gerichtliche Nachspiel machten das Gebiet zu einem wegweisenden Fallbeispiel des Landschaftsschutzes in der Schweiz.

## Lage

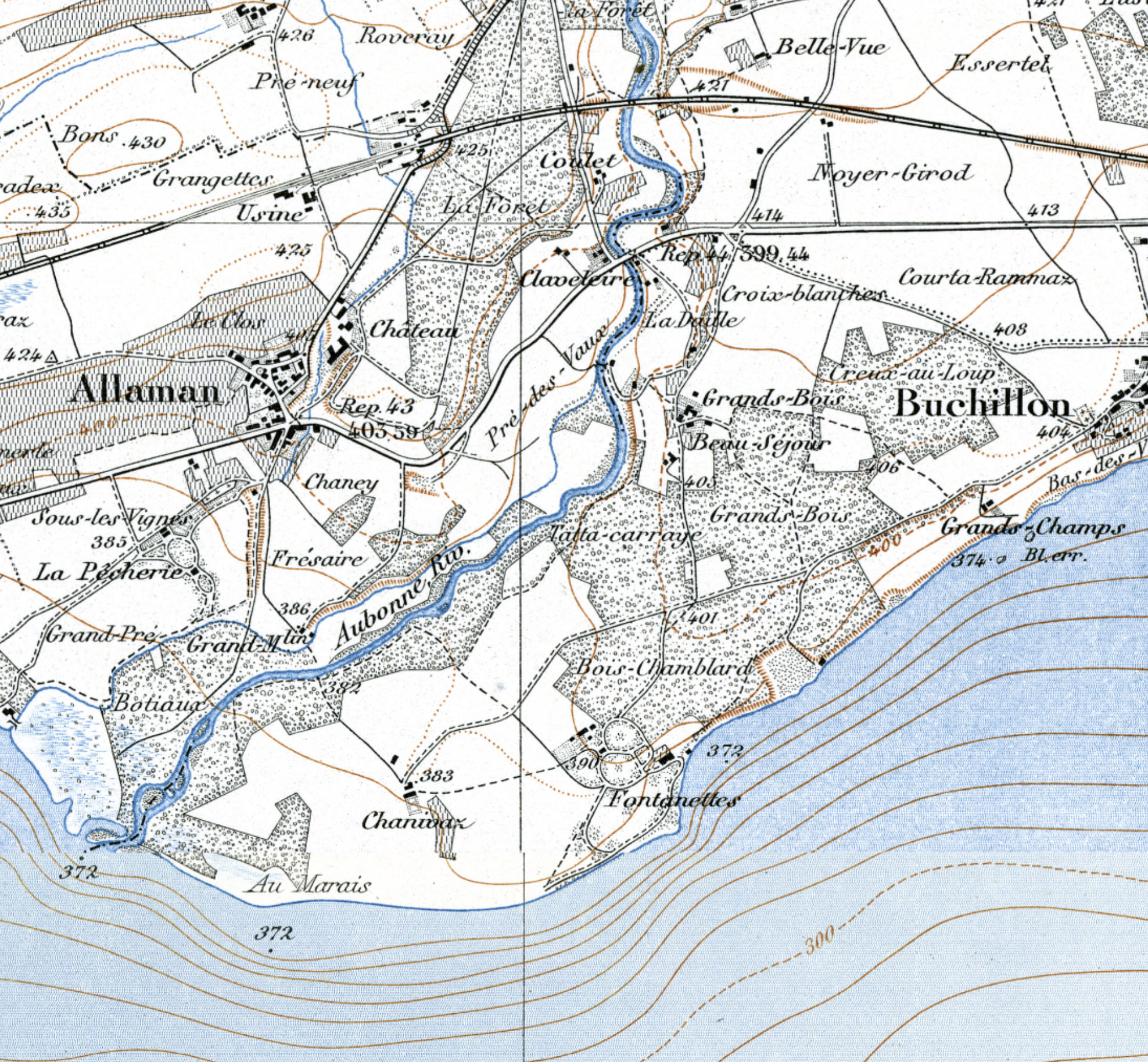
Siegfriedkarte um 1920: Ausschnitt mit dem Delta der Aubonne

Das im Inventar definierte BLN-Schutzgebiet umfasst den Mündungsbereich des Flusses Aubonne am Genfersee, den Auenwald im Bereich des Flussdeltas und die östlich davon liegende Ebene beim Weiler Chanivaz. Es befindet sich im waadtländischen Bezirk Morges in den Gemeinden Buchillon und Allaman. Das grössere Geotop erstreckt sich darüber hinaus auf die weitere Umgebung und einen längeren Abschnitt am Unterlauf des Flusses und schliesst Flächen von Buchillon, Allaman, Aubonne und Etoy ein. Die Gemeindegrenzen folgen ungefähr dem Flussbett, das sich mit der Zeit jedoch mäandrierend etwas verlagert hat. Auf der Westseite des Aubonne-Deltas mündet auch der Bewässerungs- und Gewerbekanal Armary in den Genfersee, der zusammen mit einem aus der Aubonne abgeleiteten Kanal die Antriebskraft für die ehemalige Mühle des Dorfes Allaman, Grand Moulin, lieferte.
Die Aubonne fliesst vom Südfuss des Juragebirges zum Genfersee und ist damit zugleich auch ein Nebenfluss der Rhone. Anders als die meisten anderen Genferseezuflüsse ist sie im Unterlauf nicht kanalisiert und kann sich frei im Auengebiet auf dem flachen westlichen Abschnitt des Flussdeltas bewegen. Am Ausgang ihres tief in den Boden eingeschnittenen Tales bei Aubonne hat sie seit der letzten Kaltzeit mit ihrem Geschiebe einen etwa drei Quadratkilometer grossen Schwemmkegel am Rand des Seebeckens aufgeschüttet. Unter der Seeoberfläche bedecken die Sedimente noch eine weitere Fläche von mehreren Quadratkilometern.
Dem Fluss entlang, am Seeufer und am östlichen Rand des Deltas bei Grands Bois ist die Landschaft von Wald bedeckt, der in einigen Bereichen noch den Charakter eines Auenwaldes hat und Feuchtgebiete und Flachwasserzonen aufweist. In den älteren Landeskarten ist eine Fläche östlich der Flussmündung mit dem Flurnamen Au Marais (deutsch: «Im Sumpf») bezeichnet. Der natürliche Uferstreifen am Genfersee besteht auf der linken Seite der Aubonne-Mündung aus grobkörnigem Kies und Geröll und ist auf der rechten Seite von einem Schilfgürtel bewachsen. So haben sich im Areal unterschiedliche ökologische Standorte herausgebildet.

## Geschichte
In der Mitte der BLN-Zone befindet sich in einer grossen Rodungslichtung der Weiler Chanivaz und östlich davon am Genfersee das historische  Landgut Les Fontanettes mit einem grossen Park bis zum Seeufer. In diesem Gebiet ist im 19. Jahrhundert eine umfangreiche archäologische Fundstätte aus der römischen Zeit entdeckt worden. Die Ortschaft, deren antiker Name nicht überliefert ist, lag in der Mitte zwischen den römischen Städten Lousanna und Colonia Iulia Equestris. Beim Tauredunum-Tsunami im Genfersee vom Jahr 563, von dem die Bischöfe Gregor von Tours und Marius von Avenches berichteten, wurde sie gewiss von den meterhohen Wellen überflutet und möglicherweise zerstört.
Die spätere Siedlung an dieser Stelle hatte im Mittelalter als Zentrum einer Pfarrgemeinde eine regionale Funktion. Die (heute nicht mehr vorhandene) Pfarrkirche ist im Jahr 1228 im Lausanner Chartular der Burgerbibliothek Bern erstmals unter dem Namen Chanliva erwähnt. Chanliva bzw. Chanivaz ist der alte Ortsname in der im Waadtland seit dem Mittelalter gebrauchten frankoprovenzalischen Umgangssprache; er geht etymologisch auf das frankoprovenzalische Wort châno (von gallischem cassanu; vgl. frz. chêne) für Eiche und Eichenwald zurück (Es ist zu beachten, dass man bei frankoprovenzalischen Namen das traditionell geschriebene Schluss-Z nicht ausspricht).
Das um 1900 neu gebaute Bauernhaus von Chanivaz ist heute Mittelpunkt eines grossen Landwirtschaftsbetriebs. Auch das Landgut Fontanettes besteht seit langer Zeit; der Name bedeutet auf Deutsch die Brunnen bzw. die Quellen, was sich wohl auf Grundwasseraufstösse in der Nähe des Sees bezieht. Die Pflege der archäologischen Überreste und historischen Bauwerke zählt ausdrücklich zum vom Bund definierten Zweck des BLN-Gebiets.

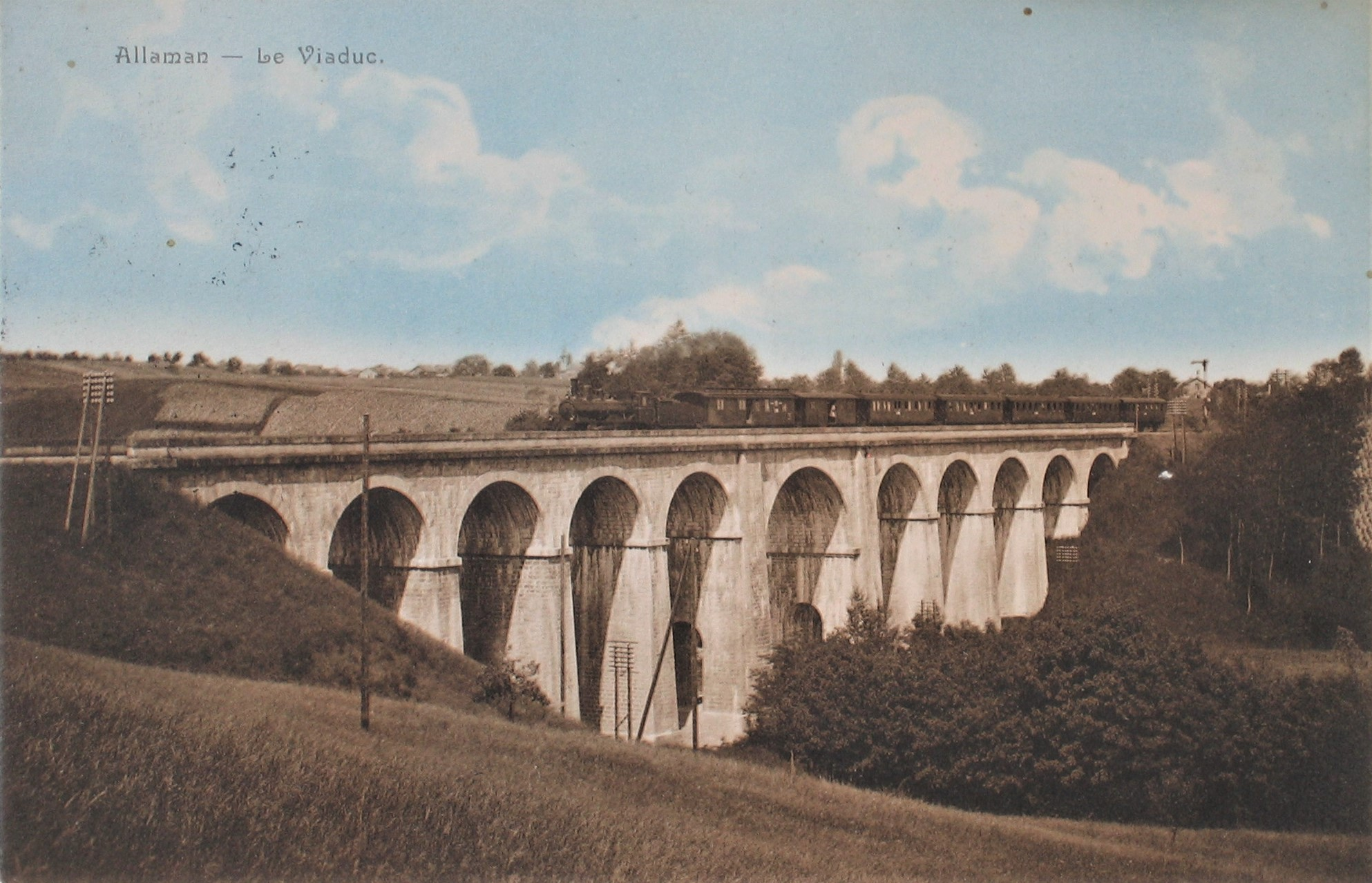
Eisenbahnviadukt Aubonne, Postkarte, um 1919 (Bildarchiv der ETH-Bibliothek)

In der Zeit des Ancien Régime bildete das Gebiet von Allaman und Buchillon eine besondere Gutsherrschaft im waadtländischen Gebiet der Stadt und Republik Bern. Die private Domäne Seigneurie d’Allaman lag im bernischen Amt Morges, ihr Verwaltungsmittelpunkt war das Schloss Allaman nordwestlich von Chanivaz. Vom Dorf Buchillon, das nach dem Mittelalter Chanivaz als Gemeindezentrum abgelöst hat, gelangt man auf einer Lokalstrasse zum abgelegenen Weiler. Der Weg war früher ein Abschnitt der historischen Landstrasse am Genfersee zwischen Genf und Lausanne. Seit dem Jahr 1431 führt die Fernstrasse – heute als Schweizer Hauptstrasse 1 – nicht mehr durch das Deltagebiet, sondern etwas weiter flussaufwärts durch die Talniederung und überquert die Aubonne bei Claveleire. An der alten und dann auch der neuen Aubonne-Brücke lag früher eine Zollstelle. Die Bahnlinie Genf-Lausanne-Bern und die Autobahn A1 überqueren das Tal noch weiter nördlich auf dem Eisenbahnviadukt Aubonne bzw. dem Aubonne-Viadukt am Rand des Deltageotopes. Durch das Schutzgebiet führen zahlreiche Fusswege. Von Lausanne aus durchquert eine Etappe des Schweizer Jakobswegs, der nach Santiago de Compostela führt, von Buchillon aus das Delta der Aubonne. Hier können die Pilger ein Stück weit auf einem unbefestigten Weg und im Schatten des Waldes gehen.
Um 1900 standen im Gebiet des Flussdeltas nur wenige Gebäude: die alte Mühle von Allaman, das Bauernhaus von Chanivaz und das Landhaus Fontanettes. Im 20. Jahrhundert sind nach und nach einige Parzellen im Gebiet mit Fahrstrassen erschlossen und überbaut worden. Direkt an der Aubonnemündung wurde um 1930 ein Wohnhaus errichtet, und auf der Ostseite des Flussdeltas dehnte sich im 20. Jahrhundert im Zuge des intensiven Landschaftsverbrauchs rund um den Genfersee das neue Villen- und Landhausquartier von Buchillon dem Seeufer entlang bis in den Wald von Chanivaz aus. Seit den 1960er Jahren hatte der Filmschauspieler Yul Brynner seinen Wohnsitz in der Villa bei Chanivaz.
Das BLN-Gebiet Chanivaz – Delta de l’Aubonne ist trotz dem Siedlungsdruck einer der wenigen noch weitgehend im natürlichen Zustand erhaltenen und nicht ganz in Privatgrundstücke aufgeteilten Abschnitte des nordwestlichen Genferseeufers geblieben. Noch in den 1970er Jahren gab es Pläne, im Areal Chanivaz mit einer Grossüberbauung Wohnraum für mehrere hundert oder tausend Bewohner zu schaffen. Nachdem die Gemeinde Buchillon die Investitionen bereits bewilligt hatte, erliess der Bundesrat 1980 ein Bauverbot für das Gebiet. Auf der westlichen Seite neben der Aubonnemündung wurde um 1980 mitten im weiten Schilfgebiet der Bootshafen von Allaman angelegt. Der Freizeitverkehr auf dem See rund um den Sporthafen beeinträchtigt die Fauna im Schutzgebiet.
Aufgrund einer kantonalen Bewilligung von 1978 betreiben die Gemeinden Allaman, Buchillon und Etoy fünf Pumpstationen, um mit Grundwasser aus dem Deltaschotter ihre Wasserversorgung zu sichern. Der Grundwasserkörper wird sowohl aus dem Aubonnetal wie auch aus dem Genfersee gespiesen. Seit 1980 legten die Gemeinden deswegen bei Chanivaz und Chaney, wo sich das Kies- und Zementwerk der Firma Cornaz befindet, eine Grundwasserschutzzone fest.

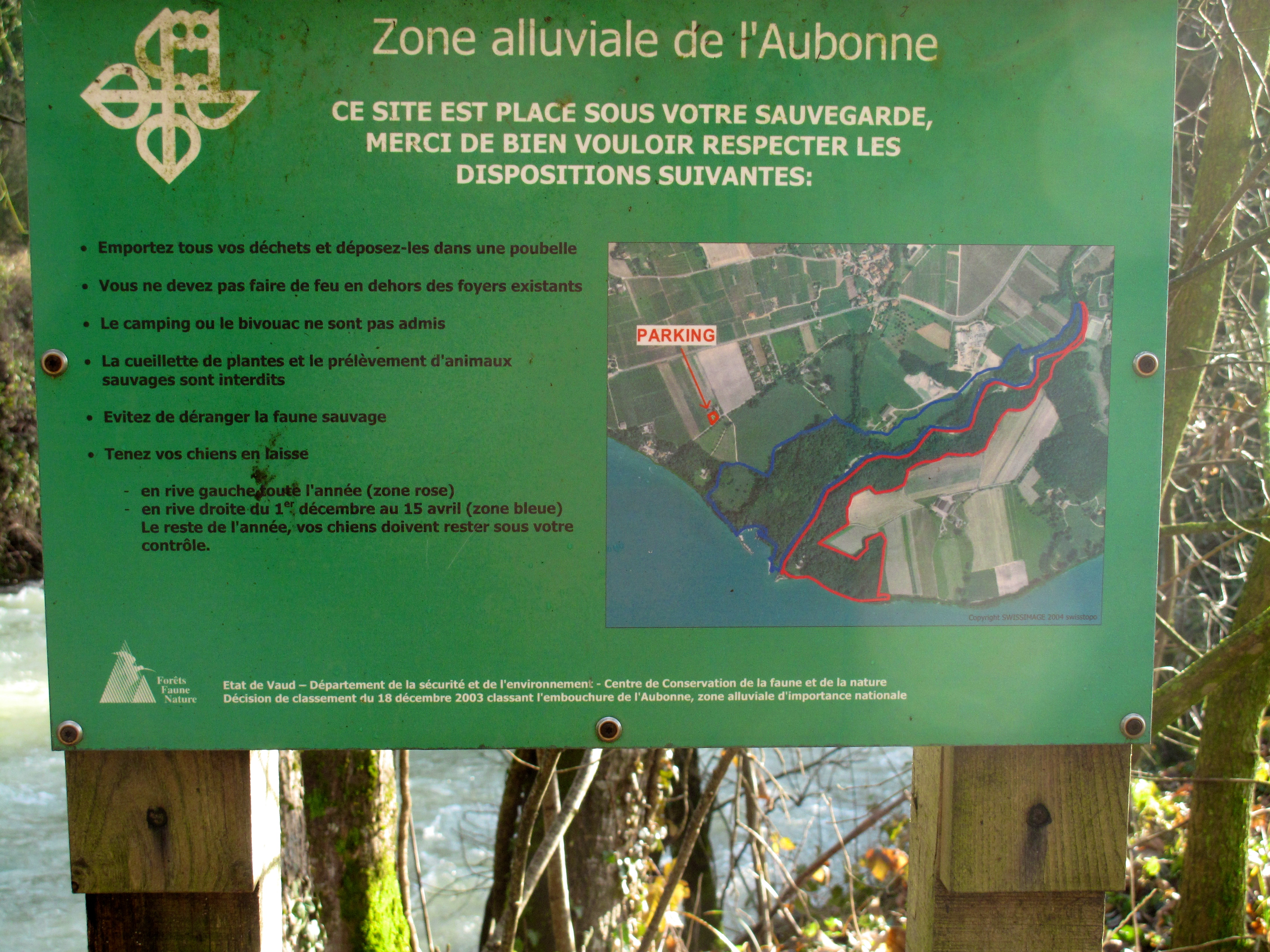
Naturschutzgebiet «Zone alluviale de l’Aubonne»

## Geologie und Landschaft
Das Relief des Deltagebietes weist aufgrund der Seegeschichte des Genfersees vier verschiedene Höhenstufen auf. Diese getrennten Terrassen befinden sich auf 3 m, 10 m, 20 m und rund 35 m über der heutigen Seeoberfläche von 372 m. ü. M. Während der Wasserstand des Sees früher wegen des unregelmässigen Zuflusses aus dem alpinen Einzugsgebiet schwankte, wird er seit 1886 in Genf, früher mit dem Stauwehr beim Wasserkraftwerk La Coulouvrenière und seit 1995 vom Kraftwerk Seujet, reguliert und auf einem konstanten Pegelstand gehalten.
Der Molassefelsen des Untergrunds ist an einigen Stellen im Flussbett der Aubonne freigelegt. Gemäss geologischen Beobachtungen in der weiteren Umgebung bildet die Felsoberfläche ein ehemaliges weites Tal, das von der voreiszeitlichen Ur-Aubonne geschaffen worden war und jetzt von Moränen des würmeiszeitlichen Rhonegletschers fast ganz ausgefüllt ist. Die Aubonne hat mit ihrer Erosionskraft aus dieser Moränenterrasse im Holozän ein enges Tal ausgeräumt. Die mächtigen Moräneschichten bestehen im unteren Abschnitt aus Grundmoräne und darüber aus Lagen von Sand, Lehm und feinem Kies, in welchem auch grössere Felsstücke vorkommen. Das abgelagerte Gesteinsmaterial ist teilweise alpinen Ursprungs und kam also mit dem Rhonegletscher oder dessen Schmelzwasserflüssen in die Region und stammt andererseits teilweise aus dem Kalkmassiv des Juras und wurde von Flüssen aus diesem Gebirge vielleicht in Zwischeneiszeiten oder während Rückzugsphasen des Rhonegletschers angeschwemmt. Über den Moränen liegen im Deltabereich jüngere Kiesschichten, die vom Fluss Aubonne nach dem Ende der letzten Kaltzeit aufgebaut wurden und eine zum See hin abfallende Schichtung aufweisen.
Die Schotter wurden an mehreren Stellen zur Kiesgewinnung industriell ausgebeutet und sind im Kanton Waadt als Kiesvorkommen erster Priorität registriert. Um 1900 begann der Kiesabbau östlich von Fontanettes in einer Kiesgrube, die unmittelbar am See lag und von wo aus das Material direkt auf die Frachtschiffe verladen werden konnte. Auf älteren Landeskarten sind am Seeufer bei Buchillon zahlreiche Findlinge eingetragen, die bei jüngeren Uferverbauungen möglicherweise verschwunden sind.
Die Geländestufen des Flussdeltas:
- 3 m über dem Seespiegel: von der eigentlichen Flussmündung aufwärts bis zum Eisenbahnviadukt.
- 10 m über dem Seespiegel: bei Pècherie W des Flusses und bei Chanivaz und Fontanettes auf der Ostseite
- 25 m über dem Seespiegel: das Plateau von Grands-Bois und Buchillon
- 35 m über dem Seespiegel: Geländeterrasse bei Allaman, darauf steht das Schloss Allaman

Das Aubonnedelta weist damit mehr Abstufungen auf als andere Flussmündungen am Genfersee. Diese Besonderheit wird darauf zurückgeführt, dass die Aubonne während einer Rückzugsphase des Rhonegletschers in einen zeitweise vorhandenen Eisrandsee mündete, dessen Oberfläche je nach dem Gletscherstand höher lag als jener des heutigen Genfersees. Die Geländeterrassen entsprechen verschiedenen Höhenkoten des Schwemmkegels am Rand jenes Gletschersees. Weil das Niveau des Genfersees tiefer liegt, hat die Aubonne in die älteren Höhenstufen das neuere Tal bis zu ihrer Mündung gegraben. Dieser Aspekt der Landschaftsgeschichte macht den besonderen geologischen Wert des Schutzgebiets aus.

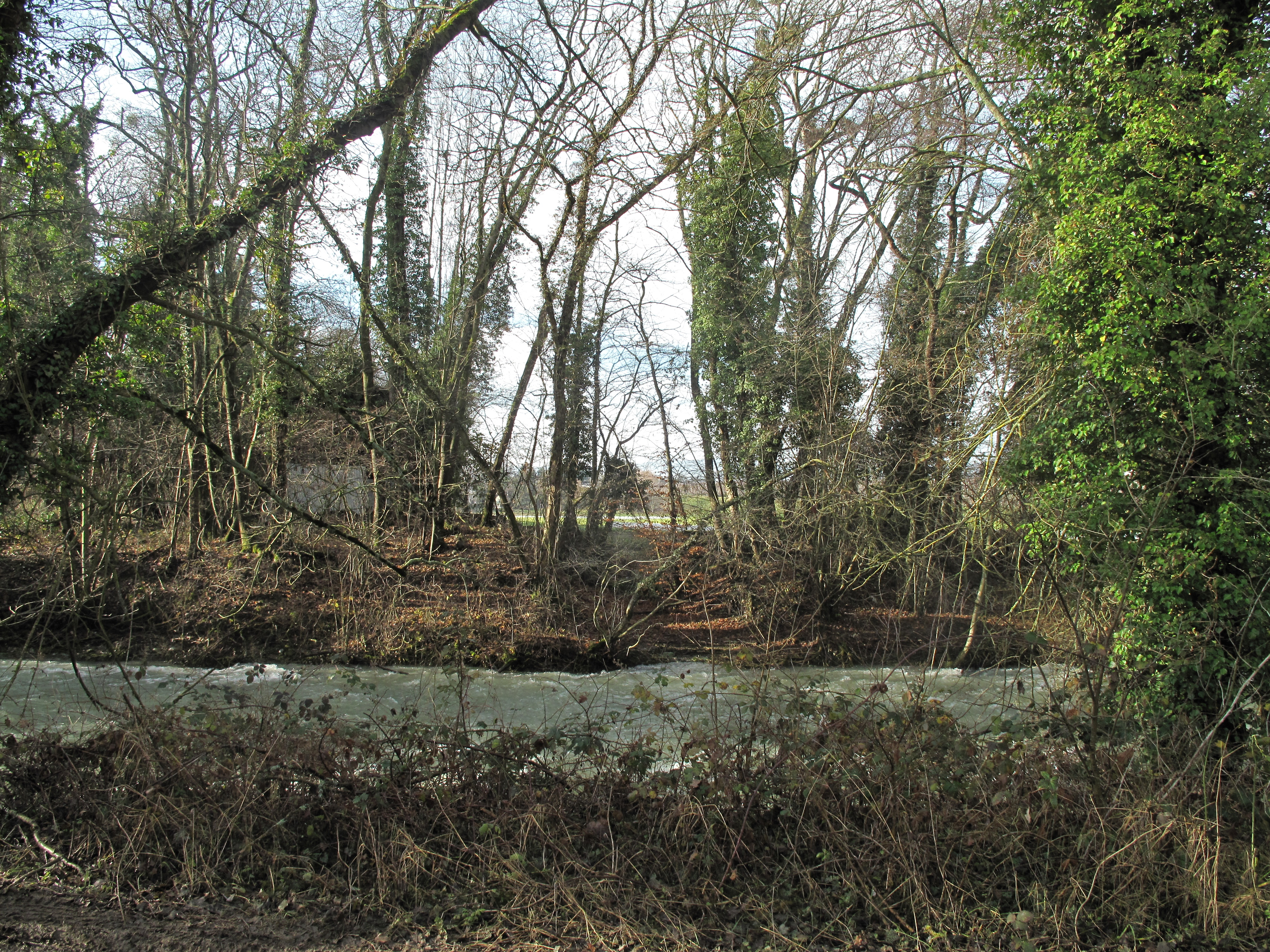
Im Auenwald an der Aubonne

## Flora und Fauna
Das BLN-Gebiet besteht aus zahlreichen unterschiedlichen Biotopen und ist deshalb wertvoll für die Artenvielfalt von Flora und Fauna. Der Waldbestand in der national bedeutenden Naturlandschaft gliedert sich in einen grossen Auenwald, Waldstreifen und andere Gehölzgruppen an der Aubonne, am Seeufer und östlich von Chanivaz. Dazwischen liegen Sumpfgebiete, Schilfflächen und Wiesen sowie Kulturland. Noch heute wachsen alte Eichen im Gebiet, und angepasst an diese für das Gebiet namengebende Baumgattung lebt im Schutzgebiet der Eichelhäher, der mit seiner arttypischen Vorratshaltung durch vergrabene Früchte nebenbei die Verjüngung des Baumbestands fördert. Neben den Eichen kommen Weiden, Eschen und Erlen, besonders auch die Schwarz-Erle, vor. Am Seeufer gibt es Kolonien von Strandrasen und ist der selten gewordene Europäischer Strandling noch nachgewiesen worden. Auf den höher gelegenen, trockenen Standorten breitet sich ein Kiefernwald aus.
In der Umgebung der Domäne Chanivaz enthalten Gärten und Parkanlagen Bestände von Kulturpflanzen, die gemäss den BLN-Zielen gepflegt werden. Auf den Wiesen kommen Orchideen vor. Bei Allaman bestehen Weinberge und Obstplantagen, die einerseits spezielle Biotope darstellen, während andererseits von dort eingesetzten Pflanzenschutzmitteln eine Gefahr für das angrenzende Naturschutzgebiet ausgehen könnte; dasselbe kann möglicherweise auch für den intensiven Ackerbau des Landwirtschaftsbetriebs Chanivaz gelten, wo vor allem Kartoffeln und Zwiebeln angebaut werden.
In der Auenlandschaft, den Wiesenzonen und im Flachwasserbereich am Genfersees haben sich Habitate mit Lebensgemeinschaften zahlreicher Tierarten entwickelt. Im Gebiet Batiaux, einem der letzten grossen Röhrichtgebiete am Genfersee, sind einige seltene Brutvogelarten heimisch und finden Zugvögel einen Rastplatz; beobachtet wurden neben vielen anderen Arten die Moorente, der Kormoran, das Blaukehlchen, der Kleiber, die Rohrweihe, der Rotschenkel, die Sturmmöwe, die Trauerseeschwalbe, der Wiedehopf, der Eisvogel, die Wasserralle, die Flussseeschwalbe und die Rauchschwalbe, der Rotmilan, der Zilpzalp, die Gebirgsstelze, der Haubentaucher und die Sumpfmeise. Für dieses Gebiet ist deshalb der Biotopschutz vorrangig. Im Naturschutzgebiet kommen mehrere Arten von Sperlingsvögeln so wie etwa die Nachtigall vor. Im benachbarten Wald entlang der Aubonne leben der Mittelspecht und der Grünspecht.
Die Wasserführung der Aubonne ist neben dem natürlichen, von Niederschlägen abhängigen Abflussregime auch durch den Betrieb der drei Wasserkraftwerke Plan-Dessous, Petite Vaux und Poudrerie bei Aubonne bestimmt. Die im Genfersee stark gefährdete Seeforelle steigt in den Fluss auf und benützt ihn als Laichgebiet. Auch die Bachforelle und die Groppe und vereinzelt noch weitere Fischarten leben im Fluss. An den natürlichen Steilufern gräbt die Uferschwalbe Nisthöhlen. In der natürlichen Landschaft leben viele Reptilien und Amphibien, am Uferstreifen etwa auch die Gelbbauchunke. Die kiesige Uferzone La Grève von Buchillon ist in der eidgenössischen «Verordnung über den Schutz der Amphibienlaichgebiete von nationaler Bedeutung» (Amphibienlaichgebiete-Verordnung; AlgV) vom 15. Juni 2001 als bedeutendes Laichgewässer von Amphibien aufgeführt. Das Tal der Aubonne mit dem Mündungsgebiet ist überdies einer der wenigen Lebensräume in der Schweiz, wo der Europäische Laubfrosch noch verbreitet vorkommt. Die Biotope bieten ausserdem Insekten wie dem vom Aussterben bedrohten Malven-Dickkopffalter einen Lebensraum.